# Lourival Gomes Machado
Lourival Gomes Machado (Ribeirão Preto, 23 de abril de 1917 – Milão, 17 de março de 1967) foi um sociólogo, crítico e historiador da arte, professor universitário, cientista político e jornalista brasileiro. 
Professor da Universidade de São Paulo, foi assistente de Paul Arbousse-Bastide nas cátedras de Sociologia e, posteriormente, de Política. Foi diretor do Museu de Arte Moderna de São Paulo e, mais tarde, diretor e delegado da Unesco em Paris. Lourival foi figura importante no cenário artístico brasileiro para a valorização da cultura e do cenário brasileiros, além de formador de pensadores e intelectuais durante sua passagem pela USP.

## Biografia
Nascido no interior paulista, em 1917, Lourival mudou-se para a capital paulista para ingressar no curso de ciências sociais, da Faculdade de Filosofia, Letras e Ciências Humanas (FFLCH/USP) e no curso de direito, ambos da USP. Formou-se em 1938 em ambos os cursos, com 22 anos. Em 1939, tornou-se assistente da cadeira de sociologia da FFLCH, sob responsabilidade do professor francês Paul Arbousse-Bastide, além de ser professor de sociologia do Colégio Universitário. Em 1941, junto com Antonio Candido, Gilda de Mello e Souza, Paulo Emílio Sales Gomes, Ruy Coelho, Décio de Almeida Prado, entre outros, a revista Clima, com a qual pretendiam renovar a crítica de arte, literatura, cinema e teatro no Brasil.
Em 1942, defendeu a tese de doutorado da cadeira de política, publicada em 1943 no boletim número 1 da cátedra e no boletim 31 da FFLCH. Ainda em 1942, colaborou como crítico de arte na Folha da Manhã e, em 1946, tornou-se redator de política internacional do jornal O Estado de S. Paulo, no qual passa a escrever críticas um ano depois. É neste ano que publicou seu primeiro livro, Retrato da Arte Moderna no Brasil.
Defendeu tese de livre-docência em ciência política, em 1949, com o tema Tomás Antonio Gonzaga e o Direito Natural. Com a saída do crítico belga León Degand, Lourival torna-se diretor do Museu de Arte Moderna de São Paulo (MAM/SP), onde permanece até 1951, quando é nomeado diretor-artístico da 1ª Bienal Internacional de Arte de São Paulo, realizada no Masp. Três anos depois, passou a ministrar aulas de história da arte e estética na Faculdade de Arquitetura e Urbanismo da Universidade de São Paulo (FAU-USP), instituição posteriormente dirigida por ele entre 1961 e 1962. 
Em 1953 publicou seu segundo livro, Teorias do Barroco e, no ano seguinte, defendeu a tese Homem e Sociedade na Teoria Política de Jean-Jacques Rosseau, para ingressar na cátedra de política da USP. Entre 1956 e 1962, foi responsável pela seção de artes plásticas no Suplemento Literário de O Estado de S. Paulo, na qual escreve crítica, além de encomendar artigos a colegas como Mário Pedrosa e Geraldo Ferraz, entre outros. É comissário da representação do Brasil na 29º Bienal de Veneza, em 1958, e diretor-artístico, mais uma vez, da 5ª Bienal Internacional de Arte de São Paulo.

## Últimos anos
Mudou-se para Paris em 1962, onde foi diretor de assuntos culturais e, mais tarde, delegado da Organização das Nações Unidas para Educação, Ciência e Cultura (Unesco) na campanha de preservação dos monumentos e obras de arte de Veneza e Florença, na Itália.

## Morte
Lourival morreu subitamente em 17 de março de 1967, em Milão, aos 49 anos.

## Homenagens
A biblioteca do Museu de Arte Moderna de São Paulo chama-se Biblioteca Lourival Gomes Machado em sua homenagem. A Escola Estadual Professor Lourival Gomes Machado, no Jardim Arpoador, na capital paulista, também é em sua homenagem.
Em Ribeirão Preto, sua cidade natal, no Jardim São Luiz, há uma praça pública que leva seu nome.